# Кипърски музей
Кипърският музей, наричан още Кипърски археологически музей се намира в центъра на Никозия и е най-старият и най-голям музей в страната.
Управлението на археологическото наследство на Кипър датира от британския колониален период. Археологическият музей е създаден през 1882 година, след петиция, представена от името на всички жители на острова от делегация, водена от архиепископа, кадията, мюфтията и други. Тази петиция е реакция на местните жители към „незаконните разкопки и контрабандата на антики“ от острова.

## Управление и сграда
Като институция музеят е основан през 1882 година и първоначално е настанен в съществуващи правителствени офиси, а от 1888 година се помещава в сграда на ул. „Виктория“ в стария град. В началото работи като частна институция за защита на археологическите находки, които започват да се появяват при първите легални разкопки, извършени по време на Британското управление на острова. През 1899 година английският археолог Джон Майерс и немският Макс Онефалш-Рихтер публикуват първия каталог на експонатите в музея.
Първият закон, защитаващ археологическите находки в страната, е гласуван през 1905 година и дава тласък за развитието на археологията в Кипър. Ръководството на музея се поема от комитет, председателстван от британския губернатор. Заместник-председатели са архиепископът, мюфтията и кадията. Започват системни разкопки, извършвани главно от чуждестранни археолози като шведската група, ръководена от професор Ейнар Йерстад (Gjerstad). Половината от новите находки постъпват в музея, а другата половина, според тогава действащия закон, се полага на експедицията. Бързото нарастване на броя на намерените ценни предмети става причина много скоро да се търси нова сграда за него. През 1935 година е гласуван закон, който създава Министерство на антиките. Във връзка с това, комисията, която управлява музея, е премахната и той официално става неправителствена организация под юрисдикцията на новосъздаденото министерство.
Строителството на днешната сграда на музея започва през 1908 година по проект на архитект Балансон от археологическото дружество в Атина. Между 1959 и 1961 към него са добавени две нови зали, а през 1972 – още една, в която се помещават най-важните находки от разкопките в Китион. Музеят се намира извън чертите на стария град, близо до Венецианската стена, опасваща древна Никозия, на ул. „Музейна“. Преди няколко години започва прехвърлянето на много от археологическите находки, които се намират в местните провинциални музеи в други градове, към този в столицата. Това изисква бързото преместване на музея в нова сграда, която да може да побере цялото му богатство и да отговори на съвременните изисквания.

## Колекции
Археологическият музей в Никозия излага колекциите си в 14 помещения, разположени около централно ядро, където са ситуирани библиотеката, офиси, складови помещения и зони за реставрация и консервация на находките. Експонатите в залите следват хронологичен и тематичен ред и обхващат периода от неолита до римското управление (приблизително от 5800 г. пр.н.е. до 300 година). Едни от най-ценните експонати на музея включват статуята на Афродита от Соли, която се е превърнала в символ на Кипър, колекцията златни бижута, реликви и останки от царските гробници на Саламис, трите варовикови лъва и двата сфинкса от некропола в Тамасос.

### Зала 1
В дясната част на залата е показана серия от предмети, които представляват доказателства за най-ранното човешко присъствие на острова. Това са различни инструменти, каменни съдове и фигурки от времето на неолита. Находките са главно от Хирокития и село Кисонегра, датирани към 7 – 6 хилядолетие пр.н.е.
Зоната вляво е посветена на халколита (3900 – 2400 г. пр.н.е.), когато заедно вече съжителстват каменни и ръчно изработени глинени съдове както и фигурки, направени от минерала пикролит. Експонирани са няколко големи делви, каменни оръдия на труда, колиета и верижки. Особено внимание заслужава най-голямата глинена фигура, представляваща седнала жена.

### Зала 2
Залата е посветена на грънчарството и керамиката от ранната бронзова епоха (2500 – 1900 г. пр.н.е.). Особен интерес представляват голямото количество съдове, включително фигурки на селяни с плугове и миниатюрен олтар с множество човешки фигури в него, открити в голямата гробница във Вунус.
- Керамичен съд от ранната Бронзова епоха (2600 – 1900 г. пр.н.е.)
- Микенски кратер с октопод в минойски стил, 14 век пр.н.е.
- Керамика от Дения
- Двуцветна амфора от Перистерона (750 – 600 г. пр.н.е.)

### Зала 3
В зала 3 е организирана ретроспекция на еволюцията на керамиката от средната бронзова епоха до римския период. Изложените предмети демонстрират богата местна керамична традиция, но в същото време е показана и внасяната микенска, финикийска и атическа керамика, както и такава от Сирия, Палестина и Египет. Изложени са чуждестранни предмети от фаянс, които са изиграли важна роля в създаването на кипърския стил керамика на острова. На кратерите, както местно производство, така и вносните микенски, е отредено централно място в залата.
Специално място е определено и за една ваза, изработена в стил Камарес, създаден на остров Крит и постепенно разпрострял влиянието си по цялото източно крайбрежие на Средиземно море, включително Египет.
В централната част на залата е експонирана керамика от протогеометричния и архаичния период (1050 – 475 г. пр.н.е.). Отделена от всички е представена амфора от 7 век пр.н.е. На едната и страна е изобразена жена, седнала на трон, която пие от амфора, пълнена от една прислужница. На обратната страна са нарисувани четирима танцьори и един музикант.
Представени са и характерните за архаичен Кипър балонни кани (750 – 600 г. пр.н.е.). Те имат сферична форма и са украсени с рисунки, концентрични кръгове, лотосови цветове и геометрични шарки. Горната половина на един от тези балонни съдове е изпълнена с множество фигури, заети с ежедневни дейности. От двете страни на двата чучура на удобни места са седнали две мъжки фигури, може би на тронове. Между дръжките една женска фигура стои до преса (вероятно за грозде), докато други групи преработват селскостопанска продукция. Фокусът тук е съсредоточен върху различните етапи на производство на хляб – от оран с волове до месене на тесто. Една жена държи бебе, дете носи кошница. По този начин на тялото на съда е изобразено участието на хората в различни ежедневни дейности, отразявайки трудовите навици в кипърското общество преди 4000 години.
Във витрини в средната част на помещението е изложена черна и червена керамика, внасяна от Атина (6 – 4 век пр.н.е.) и вази, донасяни от Родос и Йония (4 век пр.н.е. – 4 век).
- Глинен съд с множество фигури, някои от които се занимават с производство на хляб
- Керамичен съд с рисунка на риби от ІІІ кипърски геометричен период (850 – 750 г. пр.н.е.)
- Балонен съд от ІІІ кипърски геометричен период (850 – 750 г. пр.н.е.)
- Керамичен съд от ІІІ кипърски геометричен период (850 – 750 г. пр.н.е.)
- Керамичен съд с нарисувана свастика (1050 – 950 г. пр.н.е.)
- Тройна пръстеновидна керамична ваза

### Зала 4
Тази зала съдържа стотици глинени фигурки и статуи с различни размери. Статуетките са от светилището в Агия Ирини в Северозападен Кипър. Отнасят се към периода на неговата активност, датиран на 7 – 6 век пр.н.е. Фигурките са намерени разположени в кръг, точно около олтара. Това са общо 2000 керамични статуетки, само две от които са женски. Открити са от шведска експедиция в Кипър през 1929 година. Голям брой фигурки представляват войни, бойни колесници, а боговете на войната са показани като кентаври или минотаври.
Първоначалното ползване на светилището е датирано към последната фаза на Бронзовата епоха (1200 – 1050 г. пр.н.е.), но то продължава до 6 век преди новата ера. Тогава е разрушено от наводнение и впоследствие изоставено. Светилището е използвано повторно само за кратък период от време през 1 век пр.н.е.
- Теракотени статуетки от светилището в Агия Ирини
- Теракотени статуетки от светилището в Агия Ирини
- Войни, каращи бойна квадрига от светилището в Агия Ирини
- Теракотени статуетки от светилището в Агия Ирини
- Войни с бойна колесница от светилището в Агия Ирини
- Бог на войната, изобразен като кентавър – Агия Ирини

### Зала 5
Тук са изложени големи кипърски скулптури, изработени от архаичния до елинистичния период (8 – 1 век пр.н.е.). Всички показват сериозно асирийско и египетско влияние. Архаичните статуи от местен варовик, създадени под силно гръцко влияние, постепенно отстъпват място на скулптурни фигури, изработени от мрамор. Представена е и голяма мъжка глава с чисто отрязани коси и брада по асирийски маниер. В същата зала е изложена голяма погребална статуя на млад мъж, облечен в тънък хитон и химатион, почиващ върху основа с два лъва, напомнящ на гръцката скулптура от западния бряг на Мала Азия (510 – 500 г. пр.н.е.).
- Фигура от варовик – жена в ритуално облекло от град Соли (Солой)
- Варовикова глава на Изида от храма на Афродита в град Соли
- Варовикова глава на атлет от Арсос (област Ларнака) – 2 век пр.н.е.
- Мраморна глава с прическа по асирийски маниер
- Свещеник

### Зала 6
В тази зала са експонирани статуи от късната фаза на кипърската култура, които са датирани към елинистичния и римския периоди. Това са главно мраморни и бронзови скулптури и бюстове. В центъра на залата доминира бронзовата статуя на Септимий Север с месингови вложки, намерена при разкопки край малкото градче Китрея. Това е единствената статуя, съдържаща месинг, намерена в Кипър. Височината и е 2,08 метра и показва императора в героична поза и с атлетично тяло.
Тук се намира сребърна глава на Зевс-Амон и един от най-известните музейни експонати – статуята на Афродита. Тя е една от малкото запазени кипърски мраморни скулптури от елинистичния период (1 век пр.н.е.).
В средата на залата е изложен бюстът на жена с размери по-големи от естествените. На главата си носи диадема, украсена със сфинксове и бижута (450 – 400 г. пр.н.е.). В лявата част на помещението са подредени мраморни бюстове и торсове, създадени между 3 и 1 век пр.н.е.
В зала 6 са изложени и част от новите находки, открити през 1997 година в царския некропол на древния град Тамасос на 31 януари 1997 г. по време на консервационни работи на двете кралски гробници. Това са голям лъв, поставен в центъра на експозицията и два полегнали сфинкса от двете му страни, до голяма степен повлияни от египетските стандарти. На главите си сфинксовете носят владетелските шапки, символизиращи Горен и Долен Египет. В основата на скулптурната група са разположени още два, по-малки лъва. Не са намерени на мястото, където са били поставени в Античността, а на малка дълбочина, натрупани един върху друг. Възможно е да са били поставени от двете страни на входа на дромоса, който е водел до друга царска гробница в Тамасос. Скулптурната група е датирана към 6 век пр.н.е. и се отнася към ІІ кипърски архаичен период. Датирането ѝ съответства на архитектурата на двете кралски гробници и могат да бъдат разглеждани като пример за египетското влияние през този век. Над цялата композиция е поставен мраморен фриз с релефни амазонки от 4 век пр.н.е.
В края на помещението е изложен варовиков постамент, вероятно на олтар, намерен в с. Вицада и датиран към 2 век пр.н.е. Украсен е с релефни изображения, разказващи за похищението на Персефона. Най-отпред върви Артемида, която следва квадригата, с която ще се вози Персефона, а след нея са Афродита, Деметра и накрая – Персефона.
- Мраморна глава от статуя на Артемида – Нови Пафос, Кипър
- Главата на римския император Калигула, изработена от варовик
- Мраморна глава на Афродита от град Саламис
- Един от сфинксовете от царския некропол в Тамасос
- Основа от варовик с релефно изображение на похищението на Персефона (2 век пр.н.е.)

### Зала 7
Зала 7 е разделена на три секции. Първата е посветена на богата колекция от бронзови предмети, които отразяват широкото използване на този материал, добре известен в Кипър. Представени са предмети за ежедневна употреба като земеделски инструменти, мотики, триони, подставки, оръжия, малки и големи плавателни съдове, предмети за обредни практики, като например рогатият месингов бог от Енгоми (12 век пр.н.е.).
В централната част е изложена богата колекция от печати и монети, които представят всички монетни дворове в кипърските царства, както и на монетния двор по време на управлението на Птолемеите на острова. Изложени са монети, изработени от различни материали – злато, сребро и бронз. Експонирани са някои сребърни монети от Нови Пафос, намерени в Дома на Дионис, част от общо 2484 птолемееви тетрадрахми.
На стената са окачени части от подовите мозайки от две римски сгради от 3 – 4 век пр.н.е. На едната, тази от гробницата на Афродита в Палея Пафос, са изобразени Леда и лебедът.
Последният раздел на залата съдържа златни бижута, сребърни съдове, стъклени предмети и лампи, фигурки и вази от алабастър и мрамор, елинистични предмети от слонова кост, датирани към ранната бронзова епоха до ранните християнски времена. В средата са поставени известният златен скиптър от Курион (Курий) и три сребърни плочи, украсени с релефи, намерени при съкровището в Ламбуса от 7 век.
- Рогатият месингов бог от Енгоми (12 век пр.н.е.)
- Бронзов бик от храма на Атина във Vouni. Средата на 5 век
- Бронзов съд
- Леда и лебедът от Палея Пафос (3 – 4 век пр.н.е.)
- Стъклен дестилатор за получаване на парфюми (ок. 6 – 7 век)
- Гребен за почистване от въшки от слонова кост от Китион

### Зала 8
Зала 8 е на по-ниско ниво и представя реконструкция на гробници, датиращи от 4 хилядолетие до 4 век пр.н.е. Над входа е закачена голяма снимка, показваща многобройните находки при разкопките на гробница близо до неголямото градче Полис в Северозападен Кипър (3 – 2 век пр.н.е.).
Едната реконструкция е на скален гроб със странична камера от средната бронзова епоха (2000 – 1600 г. пр.н.е.). Съдържа глинени съдове, изрисувани с бяло, бронзови инструменти и каменни глави на боздугани.(5)
Втората реконструкция е на гробница от късната бронзова епоха (1400 – 1200 г. пр.н.е.). Погребалната камера включва две погребални нива. Долното е по-старото, а горното – по-новото. Сред находките е намерен и микенски кратер с нарисувани елени.
- Реконструкция на скална гробница със странична камера (2000 – 1600 г. пр.н.е.).
- Реконструкция на гробница от късната бронзова епоха (1400 – 1200 г. пр.н.е.)
- Реконструкция на гробница с две погребални камери на различни нива

### Зала 9
Тази зала също се намира на най-долното ниво на музея, тъй като в нея са експонирани най-тежките експонати като надгробни паметници, релефно обработена стела, цветни теракотени саркофази и такива от варовик с релефна украса. Изложена е интересна варовикова надгробна колона с надпис на гръцки най-отдолу – „Скъпи Маркус, сбогом“. През Римския период в Кипър надгробните колони са били много популярни.
Интерес представлява релефният образ на загинал войн от село Лиси край Фамагуста. Датиран е към 400 г. пр.н.е. и носи надписа „Дионисос Картианос“. Предполага се, че е бил от града-държава Китион, който е наричан Карти от финикийците по времето когато те са го обитавали.
Изложен е и погребален съд с урна за кремация от Аматунда, изработен от варовик и алабастър (300 – 250 г. пр.н.е.). Алабастронът, съдържащ пепелта от кремирано човешко тяло и останки от позлатен лавров венец, са били поставени в по-голям варовиков съд. След това цялата композиция е била покрита с пръст, за да се образува могила. Този тип погребения не са характерни за Кипър, а намереният керамичен съд е бил внесен от Александрия. Предполага се, че това е урната на длъжностно лице от администрацията на Птолемеите на острова, което е било погребано според обичаите на своята родна страна.
- Зала 9
- Варовикова надгробна стела на гръцки хоплит от Лиси (400 г. пр.н.е.)
- Варовикова надгробна колона с надпис „Скъпи Маркус, сбогом“.
- Погребален съд с урна за кремация от Аматунда (300 – 250 г. пр.н.е.)

### Зала 10
В зала 10 е представено развитието на писмеността в Кипър. Започва с най-ранните доказателства за използване на кипро-минойските писмени знаци – от 15 до 11 век пр.н.е, включително две малки глинени таблици от Егкоми от 13 век пр.н.е. Те са последвани от кипърско сричково писмо, ползвано между 11 и 3 век пр.н.е. Показано е месингово табло с изписани заветите на царя на град Стасикипру и неговите братя (5 век пр.н.е.). Таблото е копие, тъй като оригиналът се намира в Лувъра. Изложена е и каменна плоча с финикийски надписи от 9 век пр.н.е. Експозицията завършва с преобладаваща азбучна писменост.

### Зала 11
Залата се намира на първия етаж и в нея са изложени великолепни находки от царските гробници на Саламис, като дървено леглото, украсено с фигури от слонова кост, цветно стъкло и декорирано с релефни изображения с египетски мотиви. Датирано е от края на 8 век пр.н.е. В залата, в близост до леглото, са експонирани два трона и два бронзови котела. Единият от тях е най-големият бронзов котел, намиран в Кипър, и е датиран към 8 век пр.н.е. Поддържан е от железен триножник и по горния ръб е украсен с четири бюста на сирени и осем на грифони. Триножникът е изработен от желязо и месинг. Изложени са предмети от слонова кост, пет теракотени бюста и части от месингов кон от 8 – 7 век пр.н.е.
- Дървено легло с плочки от слонова кост и релефни изображения (8 век пр.н.е.)
- Големият котел, украсен 4 протомета на сирени и 8 на грифони.

### Зала 12
Тази зала е посветена на развитието на древната металургия. Представени са находки, които носят образователен характер и следват процеса на добиване и топене на мед, както и обработката на метали. При входа ѝ е изложена геоложка карта на Кипър и различни проби от руди и скали. Следва реконструкция на мина с оригинални инструменти от архаичния период. Чрез изображения е представен процесът на топене с мостри от древни духала от късната бронзова епоха, както и модели на древни видове леярни. На картата на Средиземно море, поставена в ниша, са маркирани търговските пътища на медта в древността. Освен на мед, показано е и развитието на производството на месинг през 4 хилядолетие пр.н.е. Особено впечатляващ е огромният месингов котел от Калавасос, датиран от късната бронзова епоха (1650 – 1050 г. пр.н.е.).

### Зала 13
Зала 13 се намира на партерния етаж. В нея са представени скулптури от 2 век, украсявали гимназиума в град Саламин (Саламис) през римския период. Експонатите са придружени със снимки, направени от френски археолози при разкопките на физкултурния салон преди турската инвазия. В средата на залата стои голяма статуя на бог Аполон с лавров венец. Останалите скулптури също принадлежат на гръцки богове – Зевс, Хера, Асклепий, Деметра.
- Мраморна статуя на Асклепий
- Мраморна статуя на Аполон от гимназиума в град Саламин. (2 век пр.н.е.)
- Мраморна статуя на Хера от гимназиума в Саламис (2 век пр.н.е)
- Варовиков торс на жена, държаща атрибутите на Деметра. (3 век пр.н.е.)
- Мраморна статуя на Изида от гимназиума в град Саламин. (2 век пр.н.е.)
- Мраморна глава на Дионис от гимназиума на град Саламис (2 век пр.н.е.)

### Зала 14
В тази зала е показано производството на глинени фигурки, подредени тематично и хронологично от ранната бронзова епоха до римския период.
На стената е закачена нарисувана човешка фигура, върху която са поставени глинени съдове с естествения размер на човешки органи. Били са използвани вместо бутилки с топла вода. Долната част на всеки от тях е пригодена за плътно прилепване към съответната част от човешкото тяло. През отворите бутилките се пълнят с топла вода или зехтин и след това се прилепват към болния орган. Вероятно са били използвани като топли компреси за облекчаване от болки, хиперемия и ревматизъм. Информация за предназначението им има в древните текстове на Хипократ и Гален. Съдовете са намерени в град Пафос в сграда, която може да функционира като асклепион (лечебен храм) или като аналог на лекарски кабинет. Неа Пафос и Китион (днешната Ларнака) са най-важните медицински центрове в Кипър през елинистическия и римския периоди.(1 век пр.н.е. – 1 век).
- Матрици за изработка на комични маски (312 – 58 г. пр.н.е.)
- Театрални маски
- Идолът от Помос
- Глинени съдове, използвани като бутилки с топла вода